# Systoechus melanpogon
Systoechus melanpogon är en tvåvingeart som beskrevs av Mario Bezzi 1912. Systoechus melanpogon ingår i släktet Systoechus och familjen svävflugor. Inga underarter finns listade i Catalogue of Life.